# マイケル・ジェッター
マイケル・ジェッター（Michael Jeter, 1952年8月26日 - 2003年3月30日）はアメリカ合衆国テネシー州出身の俳優である。

## 来歴
個性的な脇役として知られるジェッターは、1952年にテネシー州で生まれた。母親は専業主婦で、父親は歯科医だった。地元テネシー州のメンフィス大学へ進学して、当初は医学を専攻していたが、後に演技に興味を覚えて専攻を演劇に変更。それから徐々に地元メンフィスの舞台小屋やプレイハウスなどで舞台に立つようになった。活動の場を少しずつ広げていき、ブロードウェイやオフ・ブロードウェイへも進出。1990年に出演したミュージカル舞台『Grand Hotel』でトニー賞を受賞、1992年にはテレビシリーズ『Evening Shade』でエミー賞を受賞している。『セサミ・ストリート』にも出演していた。1979年にミロス・フォアマン監督の『ヘアー』で映画デビューを果たす。その後も、自身の特徴を活かしたキャラクターで数々の映画へ出演。ウーピー・ゴールドバーグ主演の大ヒットコメディの続編『天使にラブ・ソングを2』の教師役や『グリーン・マイル』での死刑囚ドラクロア、『フィッシャー・キング』でのキャバレー・シンガー、『ジュラシック・パークIII』でのユデスキーなどで印象を残している。
その他テリー・ギリアムやコーエン兄弟等の個性的な監督の作品に脇役として出演していたが、2003年にハリウッドの自宅で死去した。50歳だった。AIDSを患っていたが状態は長年安定しており、死因はてんかん性発作によるものであったと言われている。

## 主な出演作品

### 映画
| 公開年 | 邦題 原題                                             | 役名                       | 備考       |
| ------ | ----------------------------------------------------- | -------------------------- | ---------- |
| 1979   | ヘアー Hair                                           | シェルドン                 |            |
| 1981   | ラグタイム Ragtime                                    | レポーター                 |            |
| 1986   | マネー・ピット The Money Pit                          | アーニー                   |            |
| 1989   | サンタモニカ・ダンディ Dead Bang                      | クランツ                   |            |
| 1989   | デッドフォール Tango & Cash                           | スキナー                   |            |
| 1990   | ミラーズ・クロッシング Miller's Crossing              | アドルフ                   |            |
| 1991   | フィッシャー・キング The Fisher King                  | ホームレスのキャバレー歌手 |            |
| 1993   | 天使にラブ・ソングを2 Sister Act 2: Back in the Habit | イグナチウス神父           |            |
| 1993   | ジプシー Gypsy                                        | ゴールドストーン           | テレビ映画 |
| 1994   | ドロップ・ゾーン Drop Zone                            | アール                     |            |
| 1995   | ウォーターワールド Waterworld                         | 老グレゴール               |            |
| 1997   | エア・バディ Air Bud                                  | ノーム                     |            |
| 1997   | マウスハント Mousehunt                                | クインシー                 |            |
| 1998   | ラスベガスをやっつけろ Fear and Loathing in Las Vegas | L・ロン・バンキスト        |            |
| 1998   | ホネツギマン The Naked Man                            | スティックス・ヴェローナ   |            |
| 1998   | パッチ・アダムス Patch Adams                          | ルディ                     |            |
| 1999   | トゥルー・クライム True Crime                         | デイル・ポーターハウス     |            |
| 1999   | 聖なる嘘つき/その名はジェイコブ Jakob the Liar        | アヴロン                   |            |
| 1999   | グリーンマイル The Green Mile                         | ドラクロワ                 |            |
| 2000   | ギフト The Gift                                       | ジェラルド・ウィームス     |            |
| 2001   | ジュラシック・パークIII Jurassic Park III             | ユデスキー                 |            |
| 2002   | ウェルカム・トゥ・コリンウッド Welcome to Collinwood  | トト                       |            |
| 2003   | ワイルド・レンジ 最後の銃撃 Open Range                | パーシー                   |            |
| 2004   | ポーラー・エクスプレス The Polar Express              | スモーキー／スチーマー     | 声の出演   |

### テレビシリーズ
| 放映年    | 邦題 原題                                      | 役名               | 備考         |
| --------- | ---------------------------------------------- | ------------------ | ------------ |
| 1990-1994 | Evening Shade                                  | ハーマン           | 98エピソード |
| 1993-1995 | ピケット・フェンス Picket Fences               | ピーター・レベック | 3エピソード  |
| 1995      | ピケット・フェンス Chicago Hope                | ボブ・ライアン     | 1エピソード  |
| 1997      | TVキャスター マーフィー・ブラウン Murphy Brown | ヴィク             | 1エピソード  |

## 参照
1. ↑  “Actor Michael Jeter Dead At 50”.  CBS (2003年4月1日). 2013年5月12日閲覧。
2. ↑  Sean Blue says Michael Jeter died of epilepsy